# IDGAF
"IDGAF" (acrônimo para "I Don't Give A Fuck") é uma canção da cantora inglesa Dua Lipa, contida em seu seu álbum de estreia homônimo (2017). Foi composta pela própria juntamente com Uzoechi Emenike, Lawrence Principato, Skyler Stonestreet, Jason Dean, Joseph Kirkland, sendo produzida por Stephen "Koz" Kozmeniuk e co-produzida por Larzz Principato, com Lorna Blackwood responsabilizando-se pela produção vocal. A sua gravação ocorreu em 2017 no Paramount Studios em Los Angeles, Califórnia, com os vocais da cantora sendo gravados no Sarm Music Village, situado em Londres. A faixa foi enviada para rádios mainstream em 12 de janeiro de 2018, através da Warner Bros. Records, servindo como o oitavo single do disco. A música alcançou a primeira posição no Irish Singles Chart e a terceira no UK Singles Chart, assim como a quadragésima nona posição na Billboard Hot 100. Seu videoclipe oficial recebeu uma indicação para Melhor Coreografia no MTV Video Music Awards 2018.

## Composição
"IDGAF" é uma faixa de três minutos e 38 segundos e derivada do gênero R&B contemporâneo. Ela possui um riff de guitarra com tarolas pesadas. De acordo com a partitura publicada no Musicnotes.com pela Sony/ATV Music Publishing, "IDGAF" está escrito na chave de Mi menor. Os vocais de Lipa variam entre as notas D3 and D5. Natalie Maher, da Billboard, afirmou que "ela lembra poderosamente a ela que ela certamente não está pensando nele".

## Vídeo musical
O videoclipe de "IDGAF" foi dirigido por Henry Scholfield, com direção artística de Scholfield e Mosaert (Stromae e Luc Junior Tam). O vídeo estreou em 12 de janeiro de 2018. Demorou 22 horas para ser filmado. De acordo com Scholfield, a ideia por trás do vídeo era "incorporar a sensação de empoderamento na faixa, indo além do contexto de separação literal". Lipa afirmou que o vídeo é sobre "seu lado mais forte e mais fraco lutando entre si apenas para perceber que o amor-próprio é o que irá ajudá-lo a superar qualquer negatividade que surja em seu caminho".

## Apresentações ao vivo
Lipa cantou a música no BBC Radio 1 Live Lounge em 2018 em Los Angeles, junto com Charli XCX, Zara Larsson, Alma, and MØ. Ela também cantou a música no Festival de Glastonbury em 2017, The Ellen DeGeneres Show em março de 2018 e NRJ Music Awards em novembro de 2018.

## Recepção crítica
Em uma resenha do album "Dua Lipa", Alex Green, da revista Clash, escreveu que "IDGAF" "toma bateria moderna e quase militarista e as combina com algumas das letras mais cortantes de Lipa." Green também afirmou que a música "é provavelmente a melhor faixa do álbum".

## Faixas e formatos
- Download digital — remixes EP[12]

1. "IDGAF" (Hazers remix) – 4:00
2. "IDGAF" (Anna of the North remix) – 3:40
3. "IDGAF" (Darius remix) – 6:46
4. "IDGAF" (Young Franco remix) – 3:14

- Download digital — remixes EP[13]

1. "IDGAF" (B-Case remix) – 3:14
2. "IDGAF" (Hazers remix) – 4:00
3. "IDGAF" (Anna of the North remix) – 3:40
4. "IDGAF" (Darius remix) – 6:46
5. "IDGAF" (Young Franco remix) – 3:14

- Download digital — remixes II EP[14]

1. "IDGAF" (Initial Talk remix) – 3:27
2. "IDGAF" (Diablo and Rich Brian remix) – 3:12
3. "IDGAF" (B Case remix) – 3:15
4. "IDGAF" (featuring Saweetie) – 3:58
5. "IDGAF" (acoustic) – 3:37

## Créditos e pessoal
Créditos adaptados do encarte do álbum Dua Lipa.
- Dua Lipa – vocais, composição
- Lorna Blackwood – produção vocal
- Todd Clark – vocais de fundo adicionais
- John Davis – masterização
- Josh Gudwin – mixagem
- Kim Katz – engenharia de registro
- Jeff Gunnell – assistência de engenharia
- Stephen "Koz" Kozmeniuk – baixo, bateria, piano, produção, synth
- MNEK – vocais de fundo adicionais, composição
- Joel Peters – engenharia
- Larzz Principato – co-produção, guitarra, composição
- Skyler Stonestreet – composição
- Whiskey Water – composição

## Desempenho nas tabelas musicais
| Chart (2018)                                   | Peak position |
| ---------------------------------------------- | ------------- |
| O campo songid é OBRIGATÓRIO PARA PARADA ALEMÃ | 12            |
| Argentina (Monitor Latino)                     | 8             |
| Austrália (ARIA)                               | 3             |
| Áustria (Ö3 Austria Top 75)                    | 6             |
| Bélgica (Ultratop 50 de Flandres)              | 4             |
| Bélgica (Ultratop 50 da Valônia)               | 3             |
| Bolívia (Monitor Latino)                       | 10            |
| Brasil (Pro-Música)                            | 45            |
| Canadá (Canadian Hot 100)                      | 29            |
| Colômbia (National-Report)                     | 46            |
| Coreia do Sul (Gaon)                           | 26            |
| Croácia (HRT)                                  | 1             |
| Dinamarca (Hitlisten)                          | 17            |
| Equador (National-Report)                      | 54            |
| Escócia (Scottish Singles Chart)               | 5             |
| Eslováquia (Rádio Top 100)                     | 12            |
| Eslováquia (Singles Digitál Top 100)           | 3             |
| Eslovênia (SloTop50)                           | 9             |
| Espanha (PROMUSICAE)                           | 31            |
| Estados Unidos (Billboard Hot 100)             | 49            |
| Estados Unidos (Billboard Adult Top 40)        | 36            |
| Estados Unidos (Billboard Dance Club Songs)    | 1             |
| Estados Unidos (Billboard Mainstream Top 40)   | 12            |
| Finlândia (Suomen virallinen lista)            | 17            |
| França (SNEP)                                  | 79            |
| Grécia (IFPI)                                  | 6             |
| Hungria (Single Top 40)                        | 21            |
| Hungria (Stream Top 40)                        | 3             |
| Irlanda (IRMA)                                 | 1             |
| Israel (Media Forest)                          | 2             |
| Itália (FIMI)                                  | 12            |
| Letônia (Latvijas Top 40)                      | 2             |
| Luxemburgo (Digital Songs)                     | 9             |
| Malásia (RIM)                                  | 4             |
| México (Billboard Mexico Airplay)              | 26            |
| Nova Zelândia (Recorded Music NZ)              | 5             |
| Noruega (VG-lista)                             | 5             |
| Países Baixos (Dutch Top 40)                   | 4             |
| Países Baixos (Single Top 100)                 | 8             |
| Polónia (Polish Airplay Top 100)               | 3             |
| Polónia (Dance Top 50)                         | 38            |
| Portugal (AFP)                                 | 7             |
| Reino Unido (UK Singles Chart)                 | 3             |
| República Checa (Rádio Top 100)                | 11            |
| República Checa (Singles Digitál Top 100)      | 4             |
| Roménia (Airplay 100)                          | 55            |
| Singapura (RIAS)                               | 7             |
| Suécia (Sverigetopplistan)                     | 15            |
| Suíça (Schweizer Hitparade)                    | 19            |
| Venezuela (National-Report)                    | 57            |

| Chart (2018)                                 | Position |
| -------------------------------------------- | -------- |
| Alemanha (Official German Charts)            | 48       |
| Argentina (Monitor Latino)                   | 83       |
| Austrália (ARIA)                             | 18       |
| Áustria (Ö3 Austria Top 40)                  | 41       |
| Bélgica (Ultratop Flanders)                  | 10       |
| Bélgica (Ultratop Wallonia)                  | 46       |
| Canadá (Canadian Hot 100)                    | 64       |
| Dinamarca (Tracklisten)                      | 40       |
| El Salvador (Monitor Latino)                 | 78       |
| Eslovênia (SloTop50)                         | 27       |
| Estados Unidos (Billboard Hot 100)           | 98       |
| Estados Unidos (Billboard Mainstream Top 40) | 43       |
| Irlanda (IRMA)                               | 5        |
| Israel (Galgalatz)                           | 6        |
| Itália (FIMI)                                | 32       |
| Nova Zelândia (Recorded Music NZ)            | 14       |
| Países Baixos (Dutch Top 40)                 | 24       |
| Países Baixos (Single Top 100)               | 48       |
| Polónia (ZPAV)                               | 40       |
| Reino Unido (Official Charts Company)        | 11       |
| Suécia (Sverigetopplistan)                   | 43       |
| Suíça (Schweizer Hitparade)                  | 66       |
| Venezuela (Record Report)                    | 2        |

## Certificações
| Região                   | Certificado |
| ------------------------ | ----------- |
| Alemanha (BVMI)          | Ouro        |
| Austrália (ARIA)         | 3× Platina  |
| Áustria (IFPI Austria)   | Ouro        |
| Bélgica (BEA)            | Ouro        |
| Canadá (Music Canada)    | 2× Platina  |
| Dinamarca (IFPI Denmark) | Platina     |
| Espanha (PROMUSICAE)     | Platina     |
| Estados Unidos (RIAA)    | Platina     |
| França (SNEP)            | Ouro        |
| Itália (FIMI)            | 2× Platina  |
| Nova Zelândia (RMNZ)     | Platina     |
| Portugal (AFP)           | Ouro        |
| Reino Unido (BPI)        | Platina     |
| Suécia (GLF)             | Platina     |

## Histórico de lançamento
| País           | Data                    | Formato           | Gravadora              |
| -------------- | ----------------------- | ----------------- | ---------------------- |
| Reino Unido    | 12 de janeiro de 2018   | Rádios mainstream | Warner Bros.           |
| Austrália      | 19 de janeiro de 2018   | Rádios mainstream | Warner Music Australia |
| Itália         | 19 de janeiro de 2018   | Rádios mainstream | Warner                 |
| Reino Unido    | 27 de janeiro de 2018   | Rádios hot AC     | Warner Bros.           |
| Estados Unidos | 27 de fevereiro de 2018 | Rádios mainstream | Warner Bros.           |